# Фридрих, Михал
Михал Фридрих (чеш. Michal Frydrych; род. 27 февраля 1990, Чехословакия) — чешский футболист, защитник клуба «Баник» (Острава).

## Клубная карьера
Фридрих — воспитанник клубов «Границе» и «Баник». 15 мая 2010 года в матче против «Пршибрама» он дебютировал в Гамбринус лиге. 7 ноября 2011 года в поединке против «Виктории Жижков» Михал забил свой первый гол за «Баник». Летом 2015 года Фридрих перешёл в столичную «Славию». 27 сентября в матче против пражской «Спарты» он дебютировал за новую команду. 10 октября 2016 года в поединке против «Зброёвки» Михал забил свой первый гол за «Славию». В 2017 году он помог клубу выиграть чемпионат, а через год завоевать Кубок Чехии.

## Достижения
«Славия» (Прага)
- Чемпион Чехии: 2016/17
- Обладатель Кубка Чехии: 2017/18